# Петти-Фицморис, Генри, 5-й маркиз Лансдаун
Ге́нри Чарльз Кит Пе́тти-Фицмо́рис, 5-й маркиз Лансдаун, (англ. Henry Charles Keith Petty-FitzMaurice, 5th Marquess of Lansdowne, 14 января 1845, Лондон — 3 июня 1927[…], Клонмел, Манстер) — британский государственный деятель. На протяжении политической карьеры занимал посты генерал-губернатора Канады (1883—1888), вице-короля Индии (1888—1894), военного министра (1895—1900) и министра иностранных дел Великобритании (1900—1905), а также возглавлял фракцию Либеральной юнионистской партии в Палате лордов. Один из архитекторов британско-французского «Сердечного соглашения».

## Биография

### Юность и начало политической карьеры
Генри Чарльз Кит Петти-Фицморис родился 14 января 1845 года в Лансдаун-Хаузе (Лондон) в семье Генри Томаса Петти-Фицмориса, четвёртого маркиза Лансдауна. Генри Чарльз Кит был старшим сыном в семье, хотя родился от второго брака отца с леди Эмили Нэрн. Носил титулы учтивости виконта Кланмориса (всю жизнь его семейным прозвищем было «Клан») до смерти своего деда, третьего маркиза Лансдауна, в 1863 году, затем графа Керри до смерти отца в 1866 году. Петти-Фицморисы были одной из ведущих семей в лагере вигов, и прадед пятого маркиза, лорд Шелберн, был премьер-министром Георга III. С малолетства Генри Чарльза готовили к политической карьере. Он окончил частную школу в Вудкоте и продолжил обучение в Итоне. Позже, однако, отец забрал его из Итона и нанял частного учителя, который должен был подготовить юношу к поступлению в Баллиол-колледж.
Отец Генри Чарльза умер, когда тот ещё учился в Оксфорде, и молодой студент унаследовал титул и родовые имения. По окончании учёбы он женился на леди Мод Гамильтон, младшей дочери герцога Аберкорна, и занял место во фракции вигов в Палате лордов. Уже в 1869 году он стал младшим парламентским организатором в правительстве Гладстона, через три года — помощником военного министра, а во втором правительстве Гладстона в 1880 году помощником министра по делам Индии. Однако всего через два месяца после этого назначения он подал в отставку, так как в качестве землевладельца, часть владений которого располагалась в Ирландии, осуждал готовящийся закон в защиту прав ирландских крестьян-арендаторов.

### Назначения в колониях
В 1883 году Лансдаун был назначен генерал-губернатором Канады, сменив на этом посту маркиза Лорна. В этом качестве он активно сотрудничал с премьер-министром Макдональдом, в том числе в попытках разрешения конфликта в Саскачеване (выдвинув в частности предложение о привлечении Луи Риэля в законодательное собрание) и в процессе строительства Тихоокеанской железной дороги. Будучи представителем британской короны, Лансдаун стал яростным защитником канадских интересов, что проявилось при переговорах 1886 и 1887 года о правах на рыболовство с Соединёнными Штатами (позже, во время его пребывания на посту министра иностранных дел, проамериканская позиция представителя Великобритании в споре о границе Аляски привела к резкому охлаждению канадского общественного мнения по отношению к метрополии и началу движения к полной независимости). Во время пребывания в Канаде он чудом избежал покушения ирландца-фения из Чикаго, который целый день подстерегал его в Ридо-холле, но так и не дождался.
В июне 1888 года Лансдаун был отправлен в Индию, где сменил лорда Дафферина на посту вице-короля Индии. Эта должность рассматривалась как более трудная, и целый ряд вице-королей как до, так и после него проходили перед ней закалку в «белом» Канадском доминионе. Находясь в Индии, он успешно защищал имперские интересы и сотрудничал с главнокомандующим Фредериком Робертсом. Хотя между ним и Гладстоном возникли разногласия в 1892 году по поводу предполагаемой военной кампании в Афганистане, назначения в колониях помогли ему избежать внутренней борьбы в Либеральной партии. Однако его взгляды за это время стали более консервативными, и по возвращении на родину он уже солидаризовался с тори, завязав тесные контакты с маркизом Солсбери.

### Министерская деятельность и лидерство в Либеральной юнионистской партии
В 1895 году Лансдаун был назначен на пост военного министра в новом коалиционном правительстве консерваторов и либералов-юнионистов. Хотя формально он относился к последним, за ним быстро закрепилось реноме любимчика Солсбери. В правительстве, сформированном в 1900 году, Лансдаун возглавил Форин-офис.
На посту военного министра Лансдаун занимался претворением в жизнь военной реформы, основанной на рекомендациях комиссии Хартингтона 1890 года, среди которых было в частности подчинение главнокомандующего его министерству. Эта новая иерархия стала причиной того, что ошибки, допущенные на первых этапах второй бурской войны главнокомандующим Редверсом Буллером, были поставлены в вину самому Лансдауну как непосредственному начальнику Буллера. Тем не менее эта критика не помешала дальнейшей политической карьере Лансдауна.
В бытность министром иностранных дел Лансдаун сыграл ключевую роль в заключении ряда важных международных договоров. В их числе были англо-японский союз 1902 года и положившее конец колониальным конфликтам Великобритании и Франции «Сердечное соглашение» 1904 года, которое позже легло в основу формирования Антанты. Уже в 1901 году он также предпринимал шаги к заключению направленного против России союза с Германией и Австрией, с оптимизмом расценив визит кайзера Вильгельма к умирающей королеве Виктории, но дальше его инициативы дело не пошло.
В 1903 году Лансдаун стал лидером либерал-юнионистов. В первые годы он вёл осторожную политику, во всём ориентируясь на консервативного премьер-министра Бальфура, но избегая внутрипартийного конфликта с Джозефом Чемберленом по вопросу о продвигаемой тем таможенной реформе. После убедительной победы либералов на выборах в Палату общин в 1906 году он, как глава либерал-юнионистов в Палате лордов, вынужден был возглавить и противостояние с либеральным правительством. Современники описывали его, как человека деликатного, осторожного и даже нерешительного, и внутриполитическая борьба не была его коньком в отличие от Солсбери и Бальфура. Тем не менее Палата лордов сумела успешно торпедировать законопроекты об уменьшении роли церкви в школах и ужесточении лицензирования продажи спиртных напитков, не вызвав при этом массового возмущения. В то же время Лансдаун смог убедить лордов в бесполезности борьбы с рядом либеральных законов в поддержку независимости профсоюзов и мелких землевладельцев.
В 1908 году падающая популярность Либеральной партии заставила её взять более радикальный курс на реформы, призванный привлечь избирателей-лейбористов. Проявлением этого курса стал бюджет 1909 года, включавший новые налоги на богатейшие слои населения. Это вызвало ярость богатых землевладельцев и ожесточённое противодействие либерал-юнионистов в Палате лордов, которое Лансдаун на сей раз не стал сдерживать. Бюджет был с треском провален Палатой лордов, но на следующий год либералы уверенно победили на всеобщих выборах. Право вето Палаты лордов было ограничено, и либералы с лейбористами провели отвергнутый бюджет, за которым последовал законопроект о полной отмене права вето по финансовым вопросам. Будучи поставлены перед фактом поддержки этого законопроекта новым королём Георгом V, Бальфур и Лансдаун были вынуждены отступить, чтобы предотвратить расширение Палаты лордов за счёт введения в неё сотен либералов. После этого позиции Лансдауна в партии сильно пошатнулись, хотя он оставался её формальным лидером ещё три года. В эти годы ему, в частности, удалось успешно противостоять прохождению законопроекта об ирландском гомруле, принятие которого затянулось до начала мировой войны, в результате чего его реализация была отложена ещё на несколько лет.

### Последние годы жизни
Лансдаун был в числе горячих сторонников вступления Великобритании в войну с центральными державами. После заседания теневого кабинета, проходившего у него дома 2 августа 1914 года, он пообещал премьер-министру Асквиту поддержку, которая обеспечила вступление Великобритании в войну. Уже в октябре второй сын Лансдауна погиб во Франции, но это не поколебало его воинственной позиции. В 1915 году он согласился принять пост министра без портфеля в коалиционном правительстве Асквита, где поддерживал идею о всеобщей воинской повинности.
Со временем, однако, Лансдауна стали одолевать сомнения в возможности решительной победы Антанты, усугубившиеся после малорезультативной, но кровопролитной битвы на Сомме. В меморандуме от 13 ноября 1916 года он, проанализировав все данные, приходил к выводу о том, что хотя угрозы военного поражения нет, решительная победа тоже маловероятна, а колоссальные человеческие потери ведут к катастрофе. Ллойд-Джордж в своих мемуарах отмечает, что меморандум Лансдауна потряс правительство. Но эти взгляды не нашли широкой поддержки, и Лансдаун в конце года подал в отставку вслед за Асквитом. 29 ноября 1917 года в газете «Дейли телеграф» появилось его открытое «письмо о мире», повторявшее основные положения меморандума. Письмо вызвало осуждение юнионистских лидеров, но привлекло внимание высших политических кругов и послужило толчком к усилению «партии мира» в верхах. Лансдауну было поручено формирование комиссии по выработке проекта мирного соглашения; «14 пунктов» президента США Вудро Вильсона считаются развитием высказанных им идей. Развитию успеха Лансдауна помешало внутриполитическое развитие событий в Германии, приведшее к её коллапсу.
После войны Лансдаун, состояние здоровья которого постепенно ухудшалось, всё реже стал появляться в парламенте. В 1922 году его имение в Керри было разграблено и созжено ирландскими повстанцами, что стало ещё одним ударом для него лично, одновременно символизируя мрачное будущее для его класса богатых землевладельцев в Ирландии. Ему удалось получить от ирландского правительства компенсацию и восстановить поместье. Он умер по пути туда в Клонмеле 3 июня 1927 года. Он похоронен в своём уилтширском поместье Бовуд-Парк; титул маркиза Лансдауна унаследовал его старший сын.

## Семья

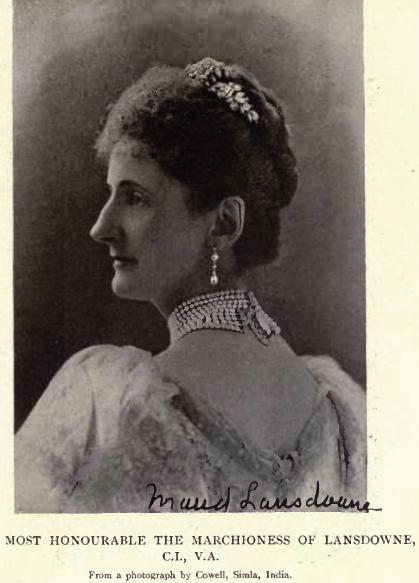
Мод Эвелин Гамильтон, маркиза Лансдаун (1850—1932)

8 ноября 1869 года в Вестминстерском аббатстве Генри Петти-Фицморис женился на леди Мод Эвелин Гамильтон (17 декабря 1850 — 21 октября 1932), дочери Джеймса Гамильтона, 1-го герцога Аберкорна (1811—1885), и его жены, леди Луизы Джейн Рассел (1812—1905), дочери Джона Рассела, 6-го герцога Бедфорда. У супругов было четверо детей:
- Леди Эвелин Эмили Мэри Петти-Фицморис (27 августа 1870 — 2 апреля 1960), муж с 1892 года Виктор Кавендиш, 9-й герцог Девонширский (1868—1938).
- Генри Уильям Эдмунд Петти-Фицморис, 6-й маркиз Лансдаун (14 января 1872 — 5 марта 1936), старший сын и преемник отца
- Лорд Чарльз Джордж Фрэнсис Петти-Фицморис[англ.] (12 февраля 1874 — 30 октября 1914), жена с 1909 года леди Вайолет Мэри Эллиот-Мюррей-Кининмаунд[англ.] (1889—1965), дочь Гилберта Джона Эллиота-Мюррей-Кининмаунда, 4-го графа Минто, и леди Мэри Кэролайн Грей. Отец 8-го маркиза Лансдауна
- Леди Беатрикс Фрэнсис Петти-Фицморис[англ.] (25 марта 1877 — 5 августа 1953), 1-й муж с 1897 года Генри Бересфорд, 6-й маркиз Уотерфорд (1875—1911), 2-й муж с 1918 года Осборн Боклер, 12-й герцог Сент-Олбанс (1874—1964).